# Aichryson dumosum
Aichryson dumosum és una espècie de planta del gènere Aichryson de la família de les Crassulaceae.

## Taxonomia
Aichryson dumosum (Lowe) Praeger va sere descrita per Robert Lloyd Praeger i publicada a An Account of the Sempervivum group. London. 127 (1932).
Etimologia
- dumosum : epítet llatí que significa 'arbustiu'.[2]